# Ismaël Isaac
Ismaël Isaac, geboren als Issiaka Kaba Diakité (* 1966 in Abidjan) ist ein Reggae-Sänger aus Elfenbeinküste (Côte d’Ivoire). Seine Eltern stammen aus dem Ort Ponodougou im Département de Boundiali. Er singt seine Lieder in den Sprachen Mandinka, Malenké, Bambara, Dioula und Französisch.
Der Tod des bekanntesten Reggae-Interpreten Bob Marley bewog den 15-jährigen Issiaka Diakité selbst eine Reggae-Karriere anzustreben. Er wurde von dem älteren Alpha Blondy angetrieben, der auch in Treichville, einem Stadtteil Abidjans, aufgewachsen war. Nach kleineren Auftritten im ivorischen Radio und Fernsehen und nur mit seinem Glauben an sein Talent wurde er zunächst 1986 Mitglied der Les Fréres Keita, mit denen er drei Alben aufnahm.
1990 nahm er sein erstes Solo-Album Rahman unter dem Namen Ismaël Isaac auf und erzielte damit in ganz Westafrika große Erfolge. Drei weitere Alben wurden aufgenommen und eine Zusammenstellung mit älteren Singles. Das 2000 aufgenommene Album Black System mit seinem Roots-Reggae erzielte auch internationale Erfolge. Seitdem wird Ismaël Isaac in einer Riege mit Alpha Blondy, Lucky Dube und Tiken Jah Fakoly aufgezählt.

## Diskografie
- 1986 – Tchilaba
- 1989 – Yatiman
- 1990 – Rahman
- 1993 – Taxi Jump
- 1997 – Treich Feeling (Back in Stock)
- 2000 – Black System
- 2014 – Je Reste